# Коцюбинська Ірина Михайлівна
Ірина Михайлівна Коцюбинська (30 червня (12 липня) 1899 , Чернігів, Чернігівська губернія, Російська імперія  — 8 листопада 1977 , Чернігів, Чернігівська область, Українська РСР, СРСР ) — українська музейниця, кандидатка філологічних наук, юристка. Біографка свого батька, письменника Михайла Коцюбинського, директорка музею Михайла Коцюбинського в Чернігові (з 1956), Заслужений працівник культури України.

## Життєпис

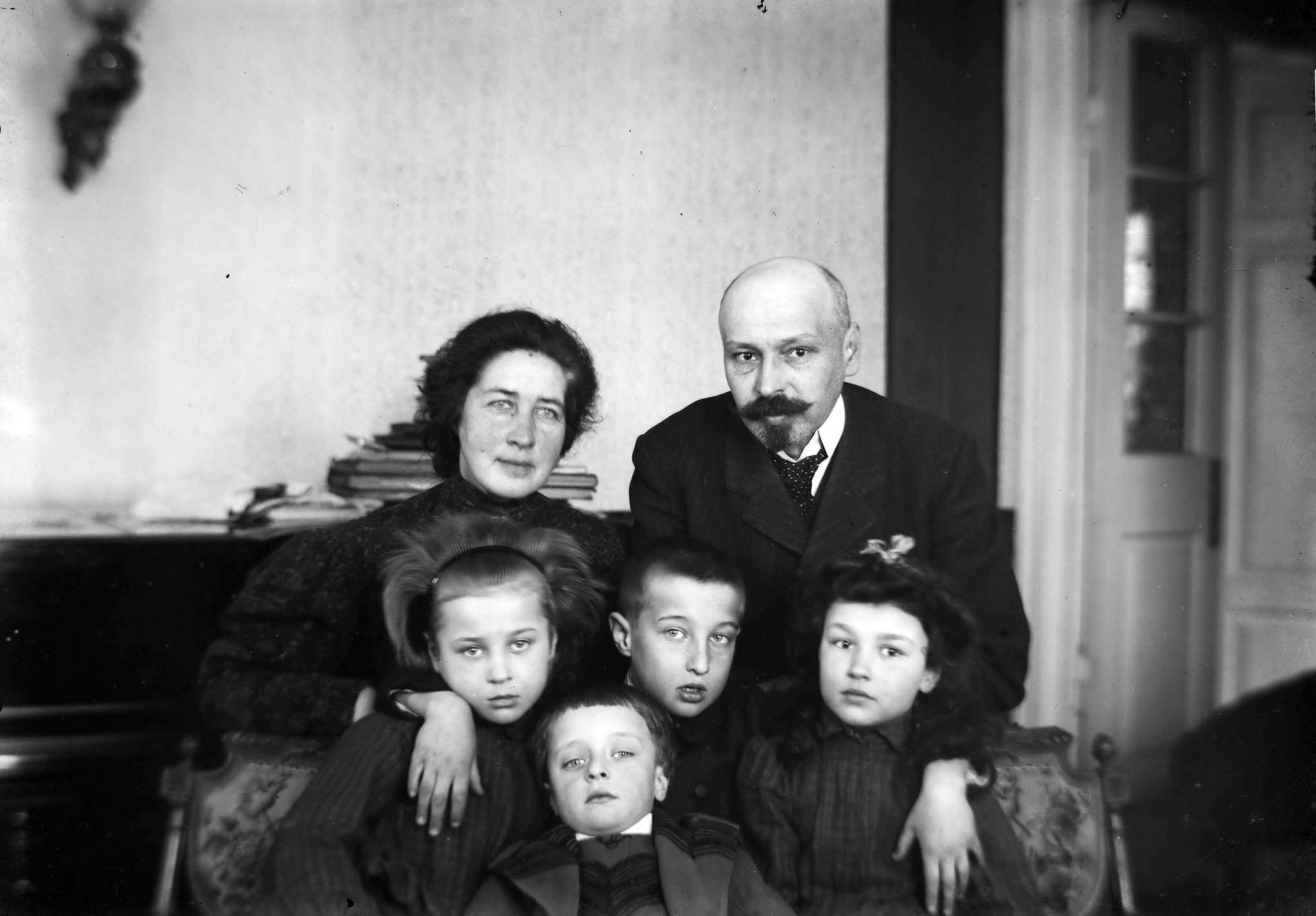
Михайло Коцюбинський з дружиною та дітьми. Зліва направо: Ірина, Віра, Роман, Юрій, Михайло, Оксана

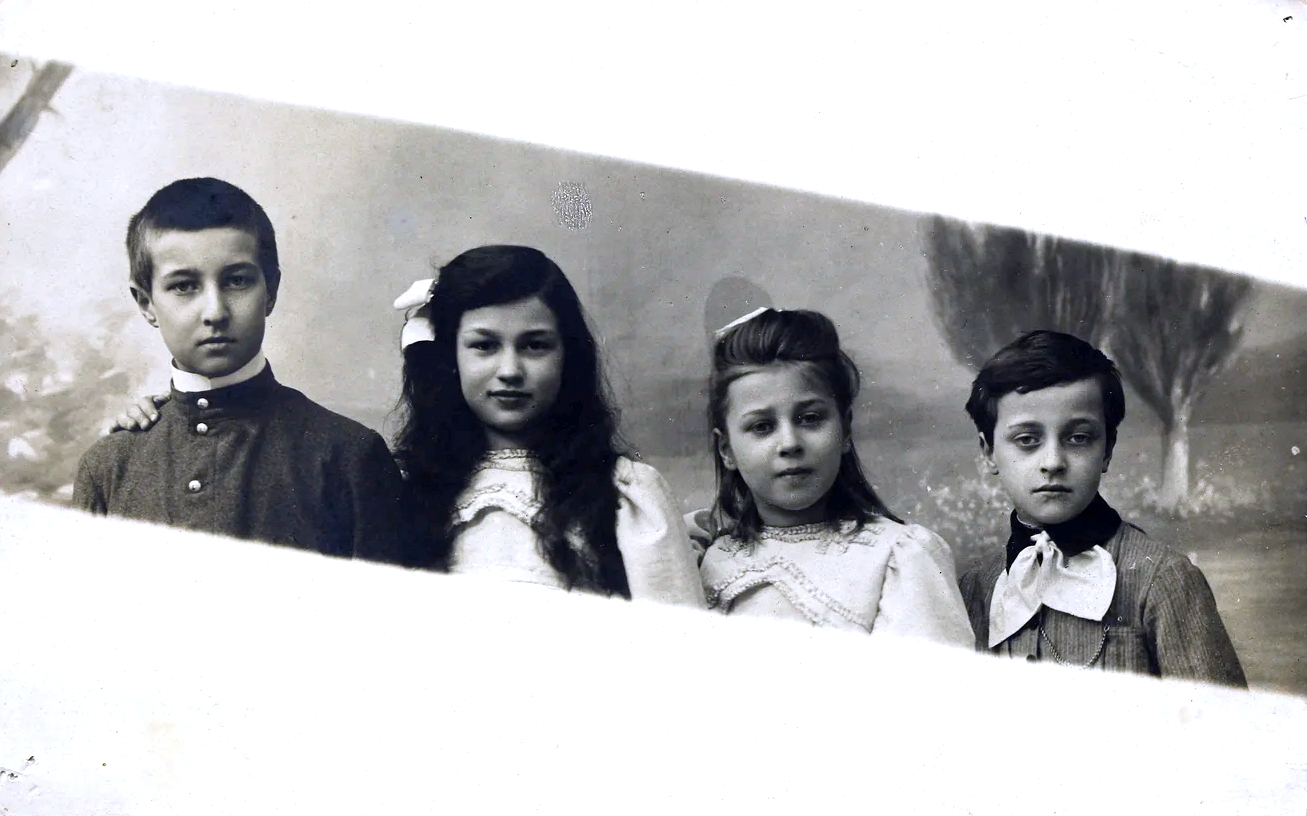
Діти Михайла Коцюбинського. Зліва направо: Юрій, Оксана, Ірина, Роман. 1909 р.

Народилася 30 червня (12 липня) 1899 року в Чернігові в сім'ї українського письменника Михайла Михайловича Коцюбинського та революціонерки Віри Устимівни Коцюбинської.
Навчалася в Чернігівській жіночій міністерській гімназії. За фахом юристка.
У роки громадянської війни жила в Казані з чоловіком Аврамом Метриком-Данишевським, дітьми (Юрій та Флоріан) та матір'ю Вірою Коцюбинською. Син Юрій помер у три роки. У 1922 році родина Аврама Метрика-Данишевського повернулася в Україну, мешкала в містах Городку, Волочиську, Проскурові. У 1930 році родина переїхала до Полтави, де Абрам Данішевський працював у районній прокуратурі. Згодом родина переїхала до Харкова, а потім і до Києва.
До переїзду в Чернігів Ірина Коцюбинська жила в Києві, працювала народною суддею, директоркою Будинку літераторів.
У 1958 р. за її клопотанням було відновлено меморіальну оселю М. М. Коцюбинського, яка містилась в 3-х кімнатах будинку. Літературна експозиція розмістилась у новому приміщенні. За ініціативи Ірини Коцюбинської відновилися знамениті «літературні суботи», часто влаштовувались наукові конференції, численні дитячі ранки, тижні дитячої книги, на які запрошувалися письменники. Широкого розмаху набуло святкування 100-річчя з дня народження письменника.
За ініціативи Ірини Коцюбинської було розпочато будівництво нового приміщення для літературної експозиції, однак до відкриття нового будинку вона не дожила.
Обиралася депутаткою міської ради, членкинею правління товариства охорони пам'яток історії та культури.

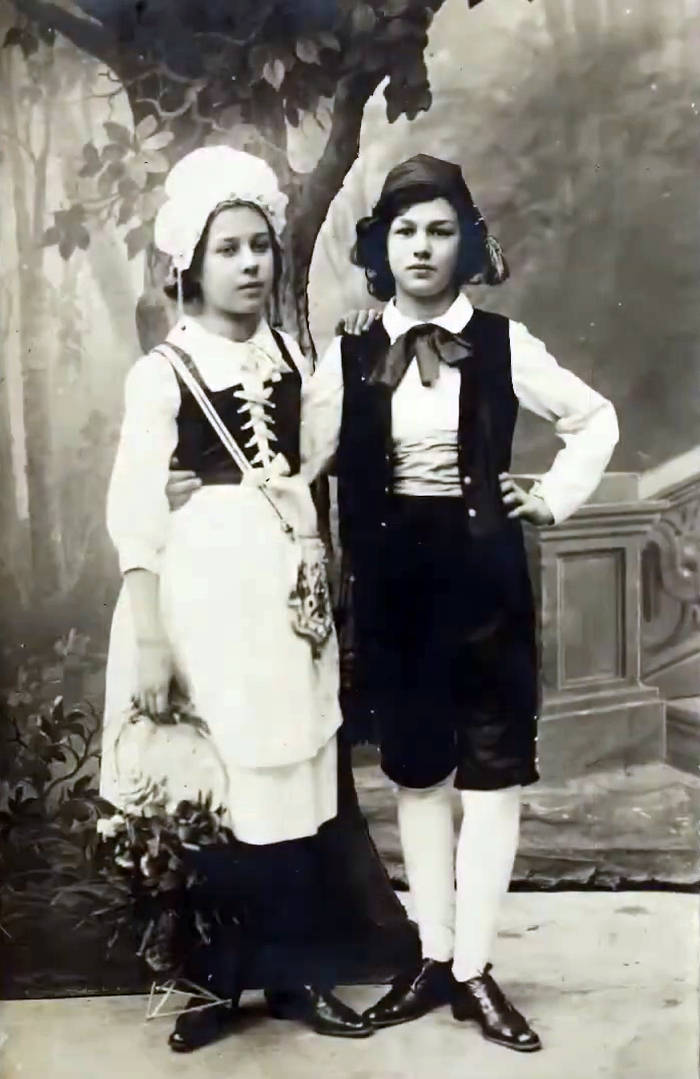
Ірина (ліворуч) з сестрою Оксаною. Початок 1910-х рр.
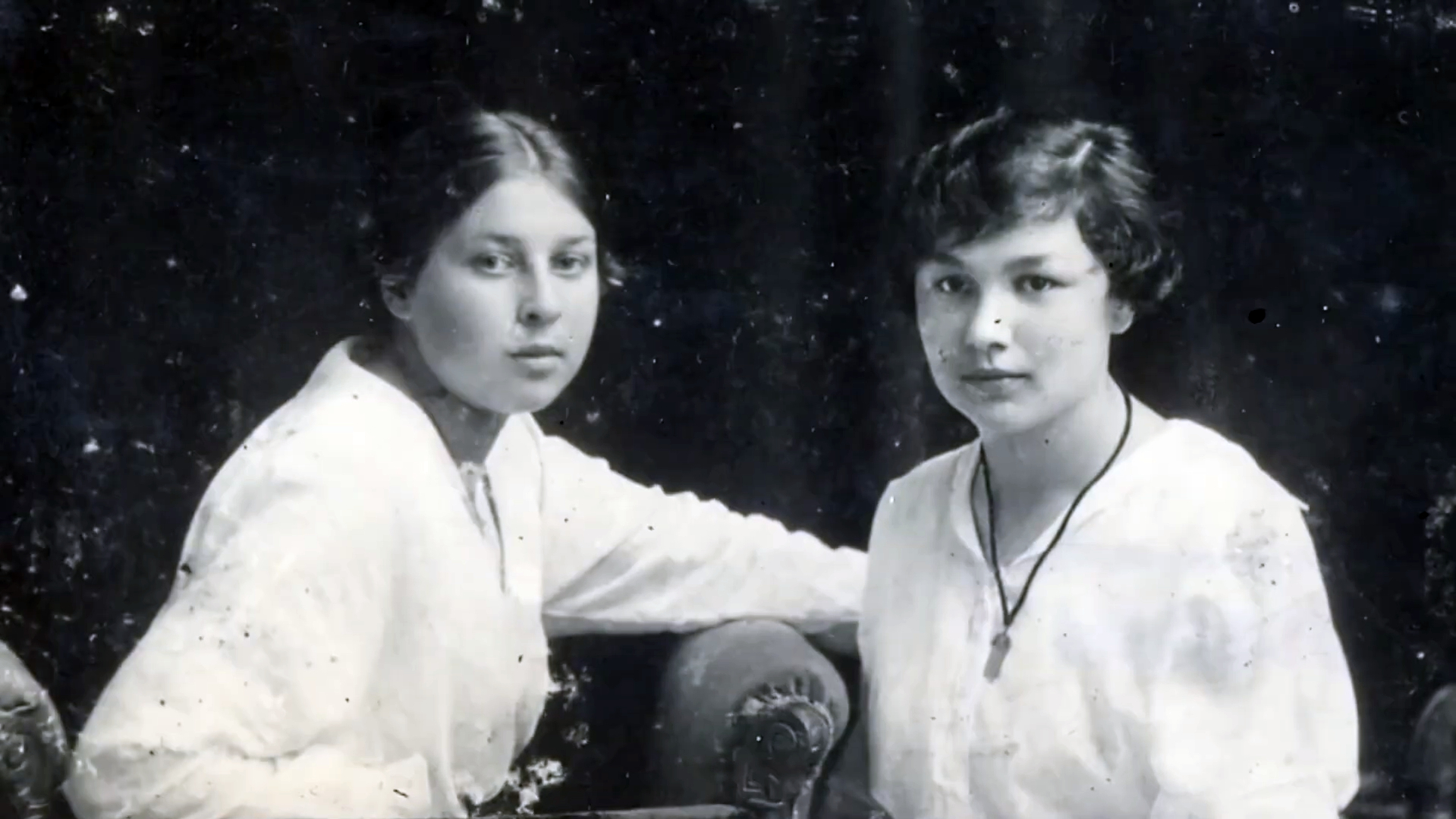
Ірина (ліворуч) з сестрою Оксаною. Друга половина 1910-х рр.
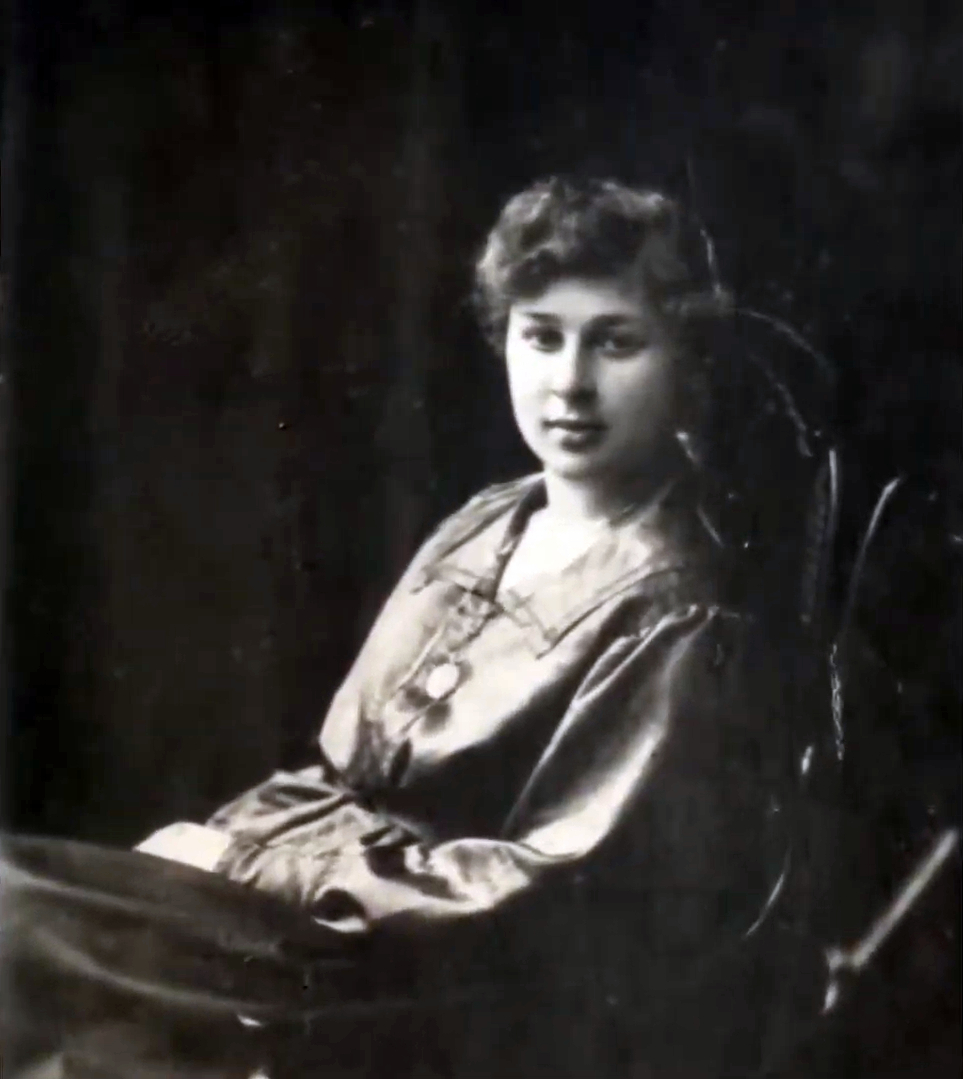
Ірина, бл. 1917 р.
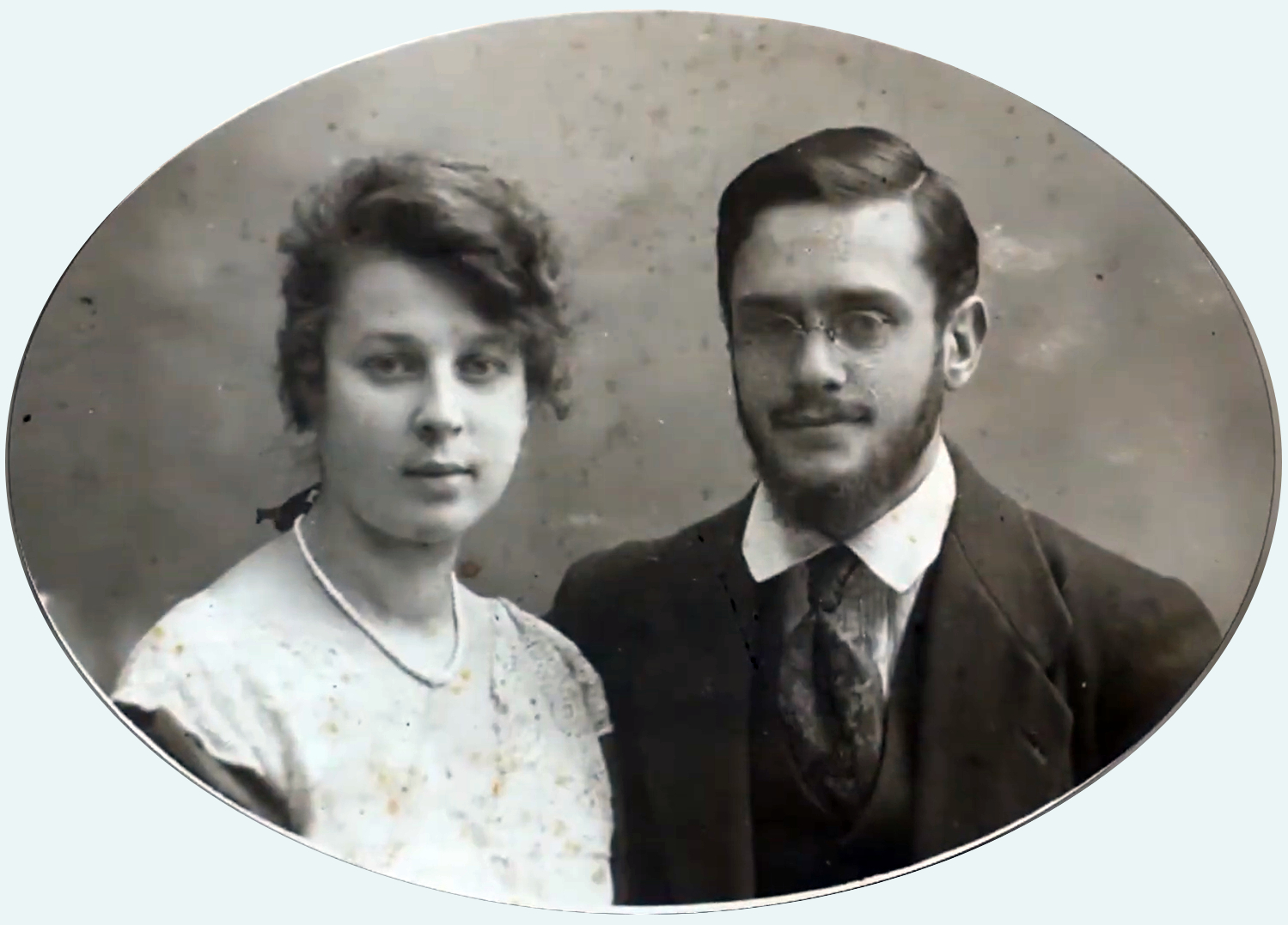
Ірина з чоловіком Аврамом Метриком-Данішевським, бл. 1918 р.

## Творчість
Авторка публікацій у періодиці, написала дві книги спогадів «Спогади і розповіді про М. Коцюбинського» (1965) та «Михаил Коцюбинский» (1969).
У 1968 прийнята до Спілки письменників України.

## Відзнаки
- орден «Знак пошани»
- звання «Заслужений працівник культури України».
- нагороджена численними грамотами, дипломами, 4 медалями та значком «3а відмінну працю».